# Masía

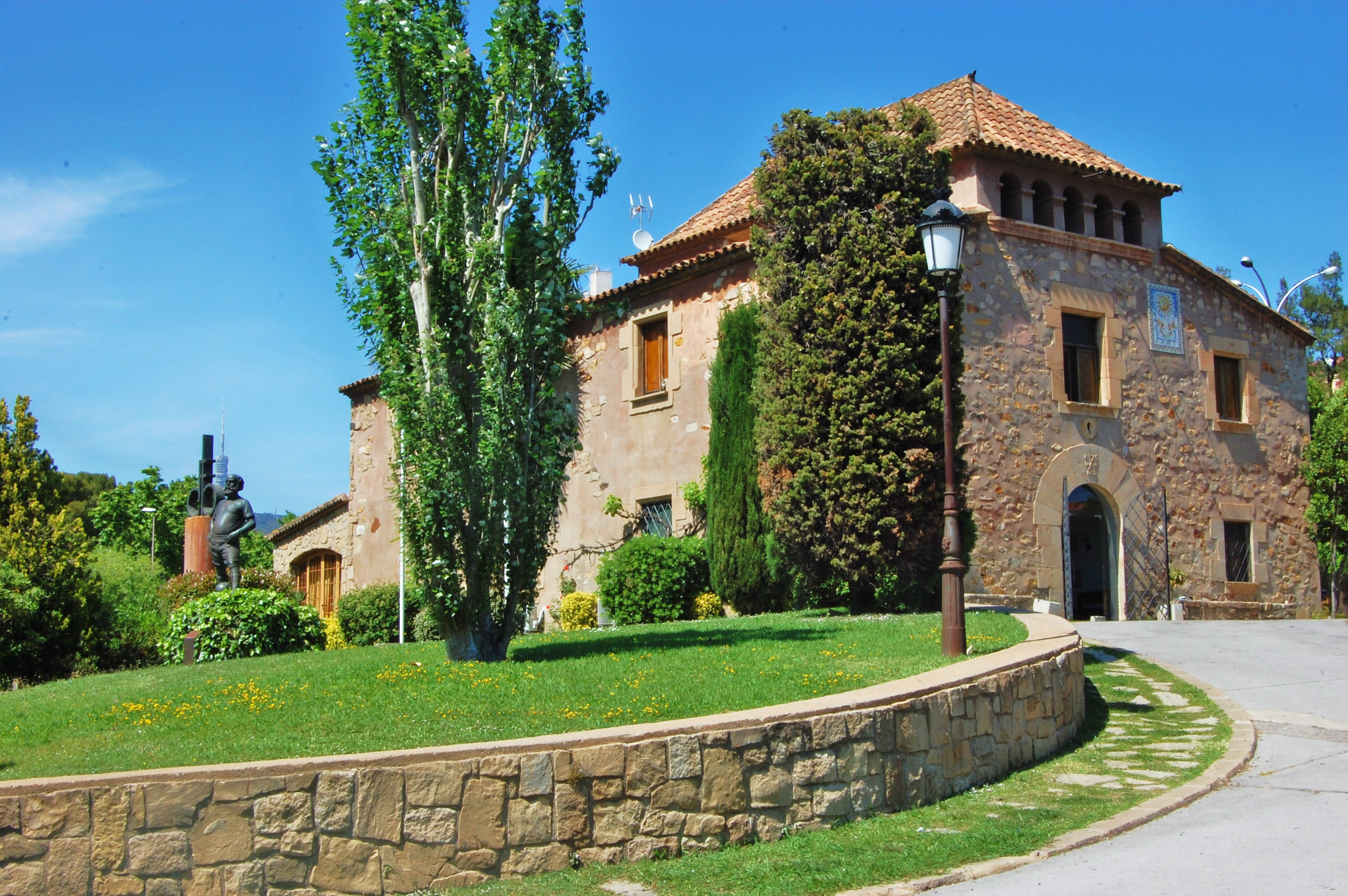
La Masía de Can Planas, antiguo centro de formación del FC Barcelona.

Una masía es un tipo de construcción rural, llamada también masada o simplemente mas, existente en el este de España y sur de Francia, concretamente en la antigua Corona de Aragón y la Provenza, que tiene sus orígenes en las antiguas villas romanas. Se trata de construcciones aisladas, ligadas siempre a una explotación agraria y ganadera de tipo familiar llamada mas.

## Descripción

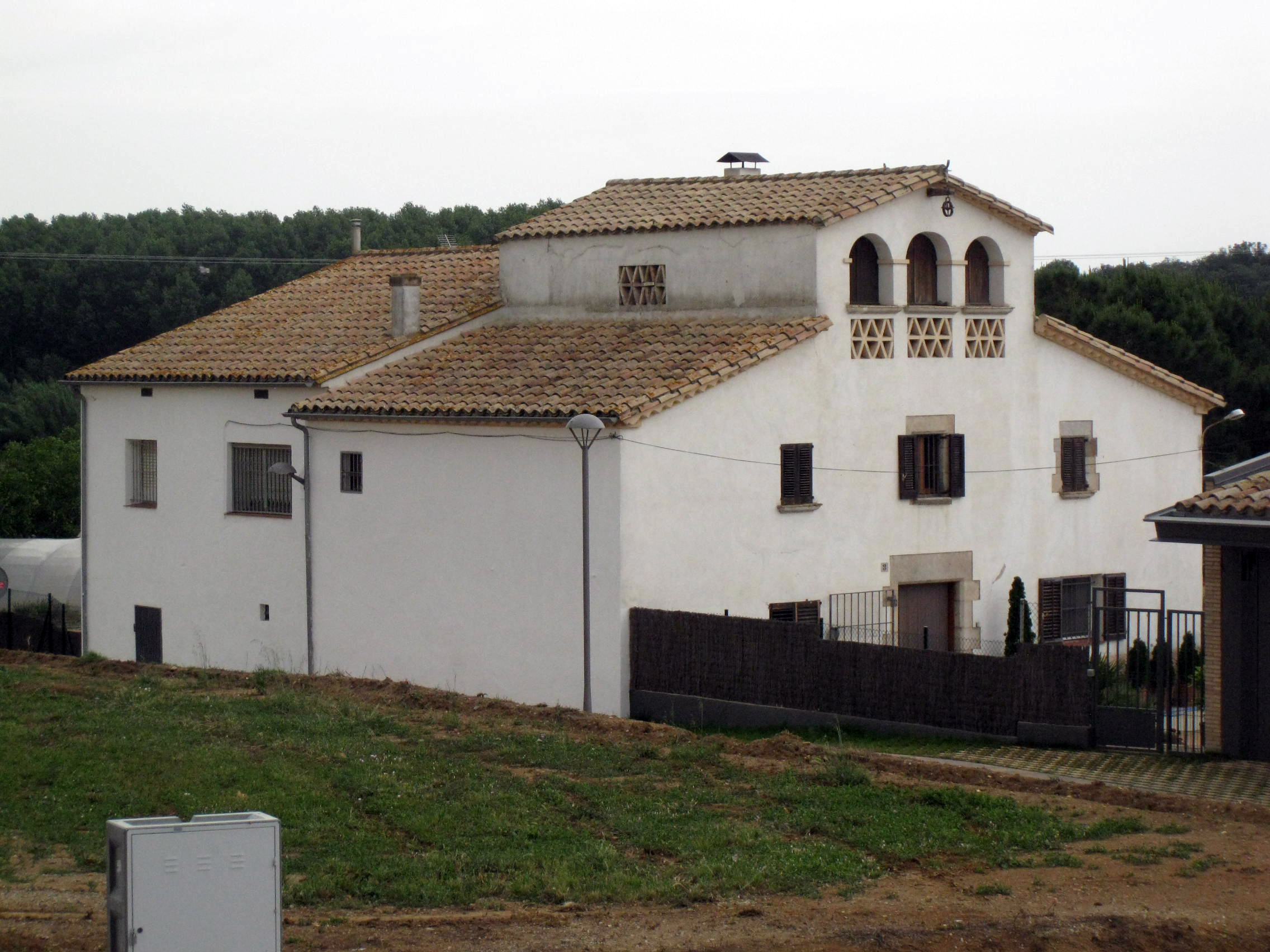
Masía en Viloví de Oñar (Provincia de Gerona).

Los elementos utilizados en su construcción han ido variando con el paso del tiempo; además, la ubicación de las masías ha condicionado también el tipo de material elegido. Así, en las zonas de montaña, el material más usado ha sido la piedra sin pulir. En los dinteles de puertas y ventanas se utilizaba la piedra picada. Durante la Edad Media, las piedras se unían mediante barro, material que se sustituyó más adelante por la cal o el cemento. En el Antiguo Reino de Valencia, las primeras masías vinieron a sustituir o complementar a las alquerías. En los lugares en los que la piedra escaseaba se recurría al adobe para la construcción.
La mayoría de las masías tiene su fachada principal orientada hacia el sur. Las construidas con anterioridad al siglo XVI tiene una puerta de entrada de dovela mientras que las que se construyeron hasta el siglo XVIII son de dintel. La planta no solía superar los cinco metros y el cubrimiento se realizaba mediante un entramado de vigas de madera colocado de forma perpendicular a la fachada. Se recubría con tejas o baldosas. En la zona del Pirineo y en otras zonas montañosas, la cobertura solía ser de pizarra.
El tejado solía ser con dos vertientes, horizontales a la fachada, aunque también se construían, de forma menos frecuente, techumbres perpendiculares. Al sobresalir del edificio, el tejado protegía los muros de la masía que, fuera cual fuera el material utilizado en la construcción, eran de piedra hasta una altura de un metro. El espesor de las paredes era de entre 30 y 50 centímetros. En algunas masías importantes construidas en los siglos XVI y XVII, los techos interiores tenían una bóveda de crucería, pero en la mayoría los techos interiores son lisos.
Solían ser de dos pisos y su distribución interior variaba según las necesidades de la familia que la ocupaba. La distribución más usual reservaba el primer piso para las tareas propias del campo, mientras que el segundo piso era el destinado a vivienda. Los animales podían estar en el primer piso o tener un establo independiente. Si la masía disponía de un tercer piso, este se destinaba a granero. 
Muchas masías disponían de torres defensivas, o muros exteriores, para defender a los habitantes de las zonas fronterizas o costeras como Valencia. En la Comunidad Valenciana, en muchos casos disponían del característico miramar y frecuentemente, la parte superior se habilitaba como palomar, utilizado tanto para el desarrollo de la colombicultura, como para en caso de necesidad poder dar aviso de posibles ataques hostiles.
Numerosas masías se han transformado en casas adaptadas para el turismo rural y la hostelería.
En Cataluña, la Ley 2/2002 de urbanismo de Cataluña estableció la obligación de que los municipios identificaran y catalogaran las masías y casas rurales situadas en suelo no urbanizable. Según datos de 2024, un total de 457 municipios catalanes habían aprobado catálogos de masías y casas rurales, incorporándolos a su planeamiento urbanístico. Asimismo, los catálogos municipales en Cataluña recogen actualmente más de 22.967 masías protegidas, según el recuento más reciente.

## Imágenes

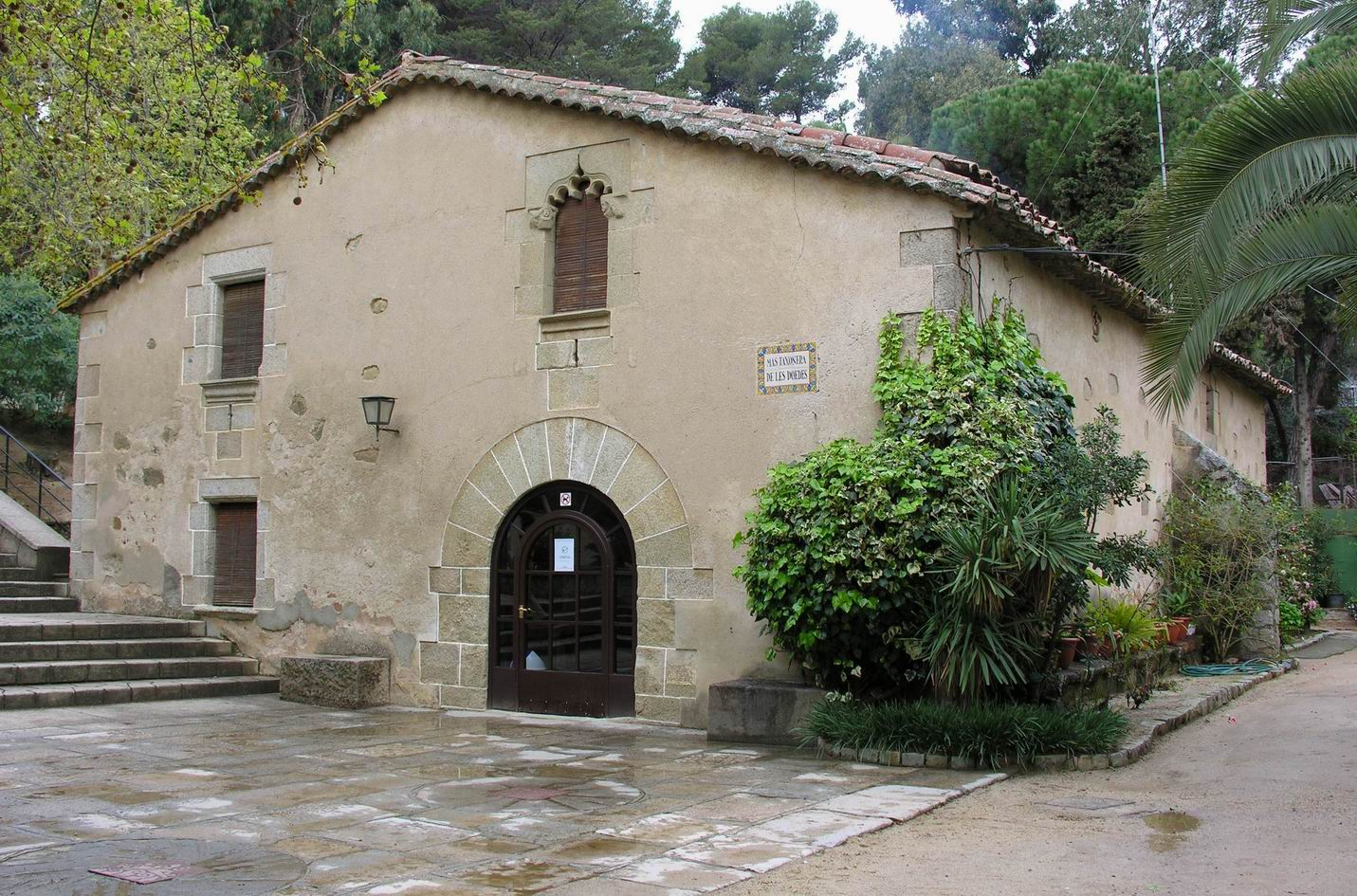
La masía Can Taxonera en Arenys de Mar.
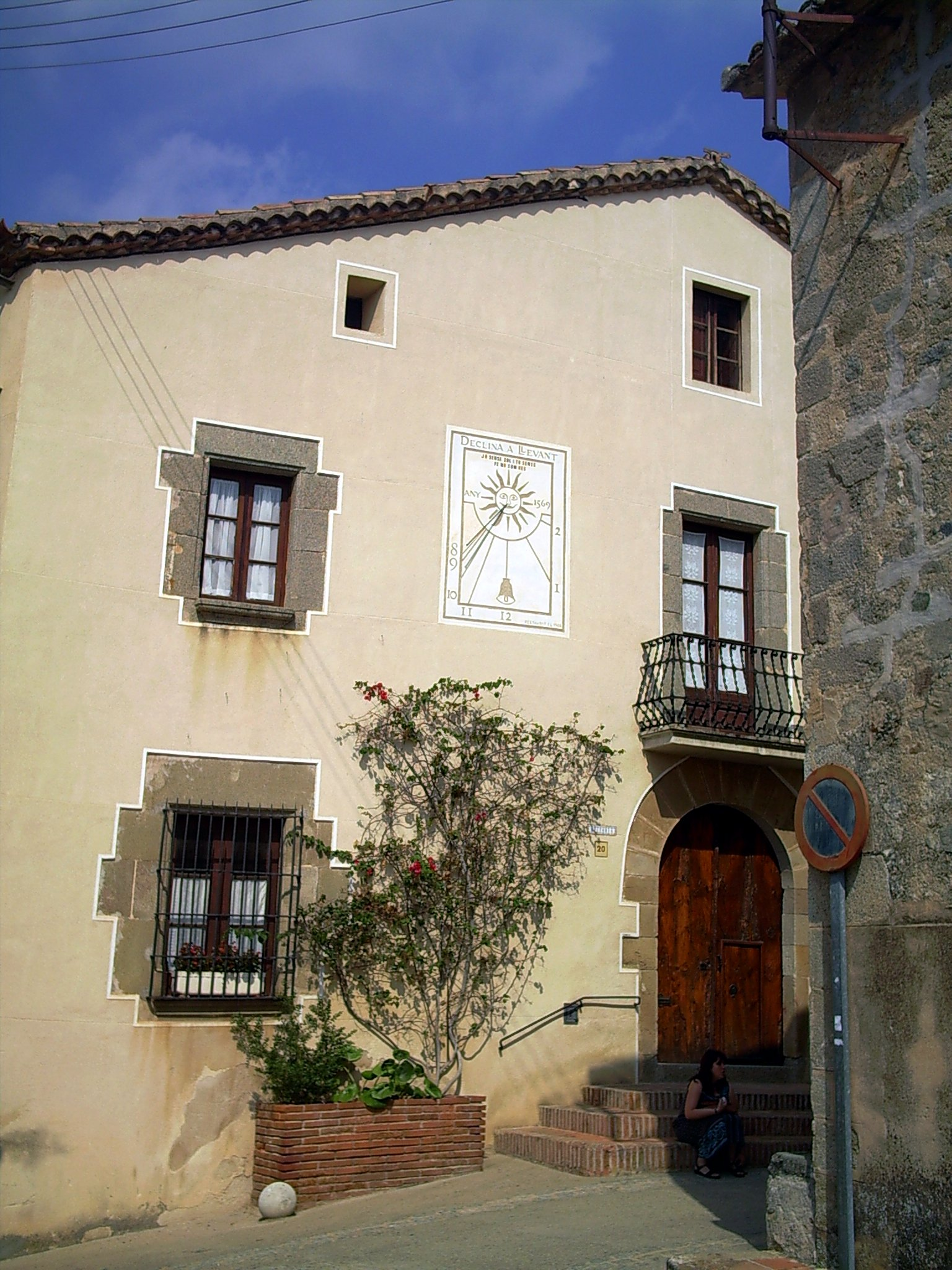
La rectoría de Premiá de Dalt, del siglo XVII.
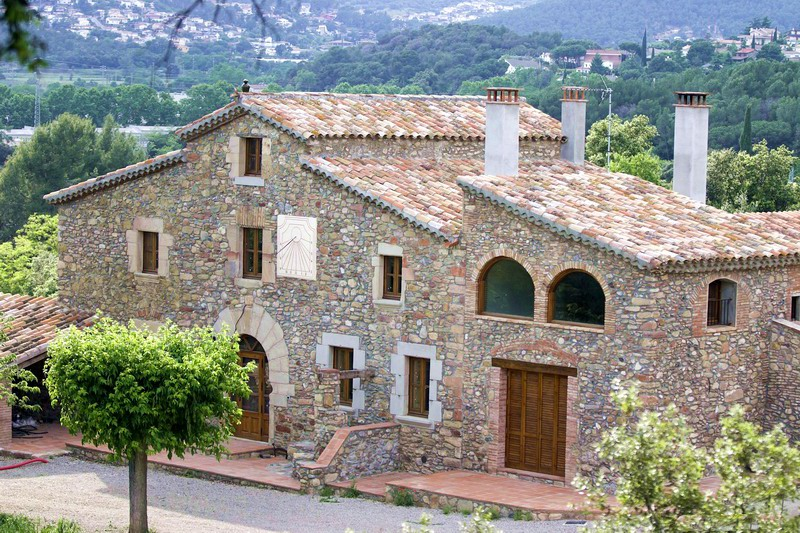
El Mas Fàbregas del Bosc en La Ametlla.
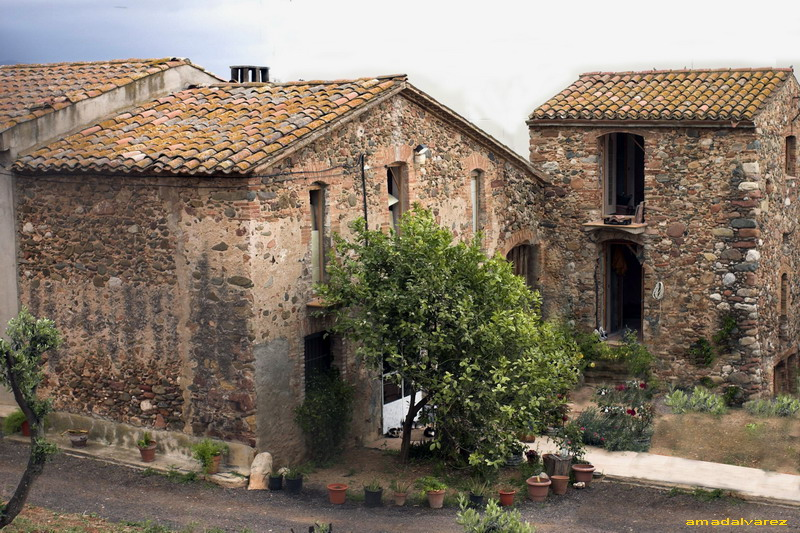
La masía Mas Dorca en La Ametlla.
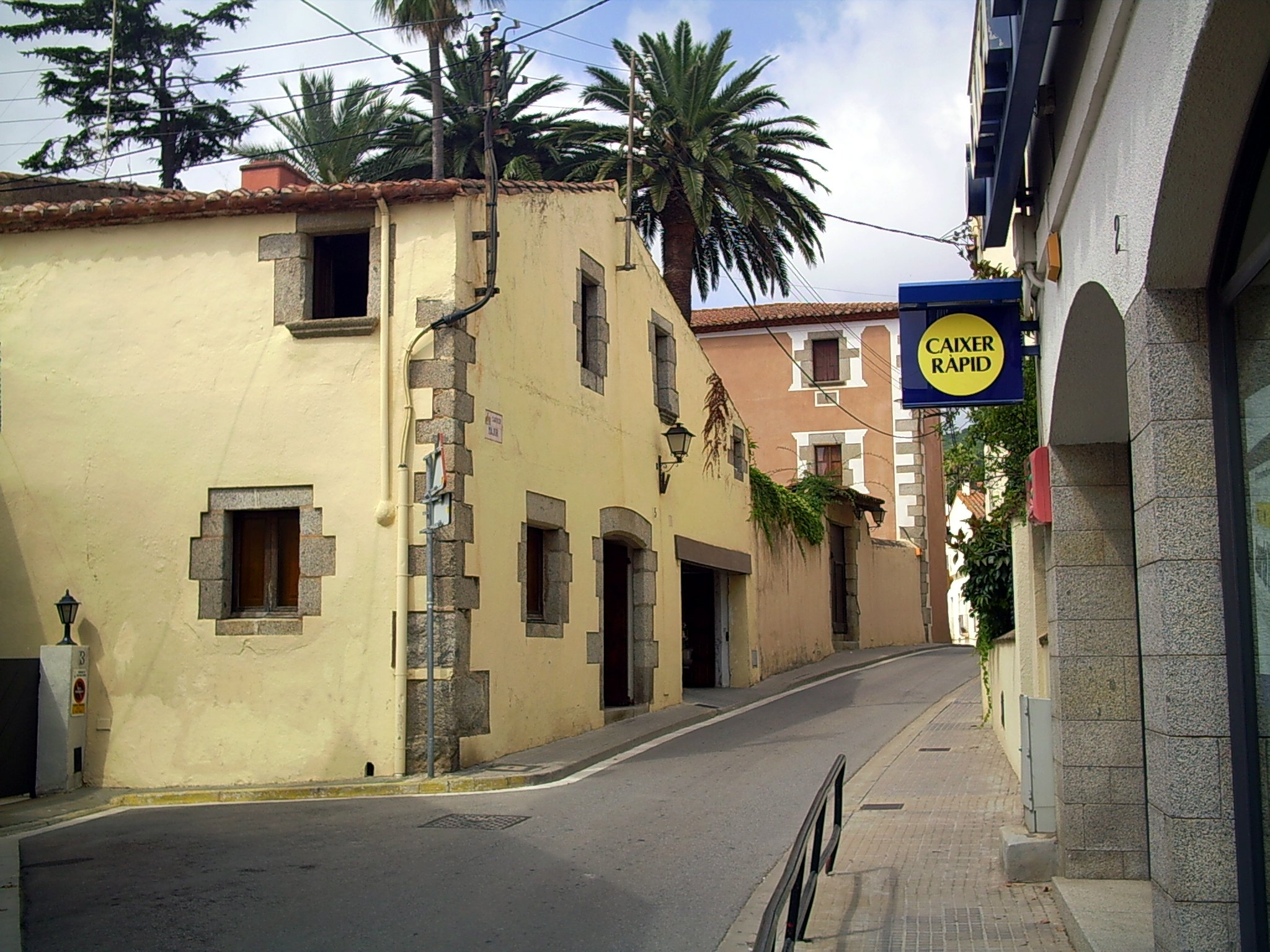
Can Mora, en San Vicente de Montalt.
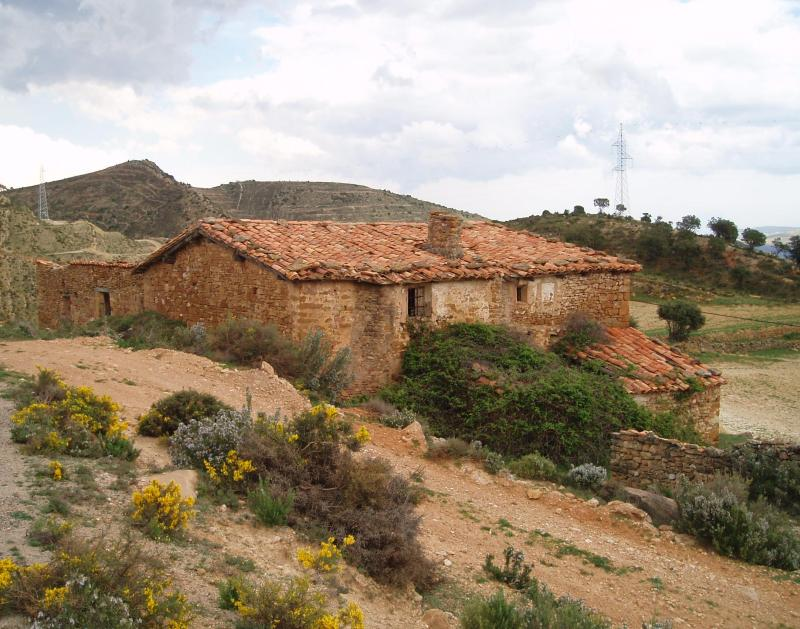
Masia de la Tejería, en Olocau del Rey, Comunidad Valenciana.
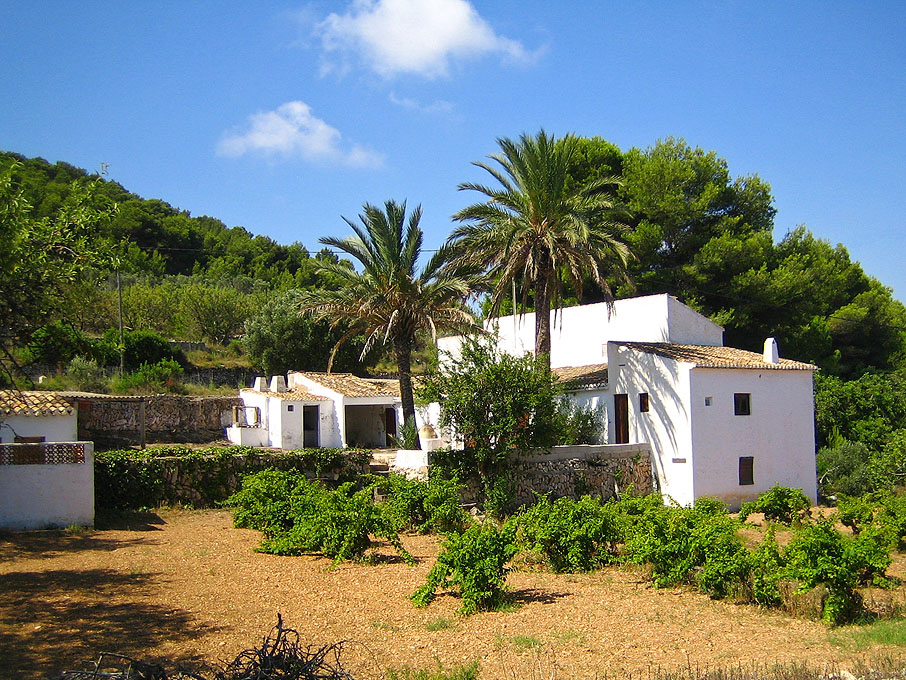
Una masía típica valenciana en Jávea.
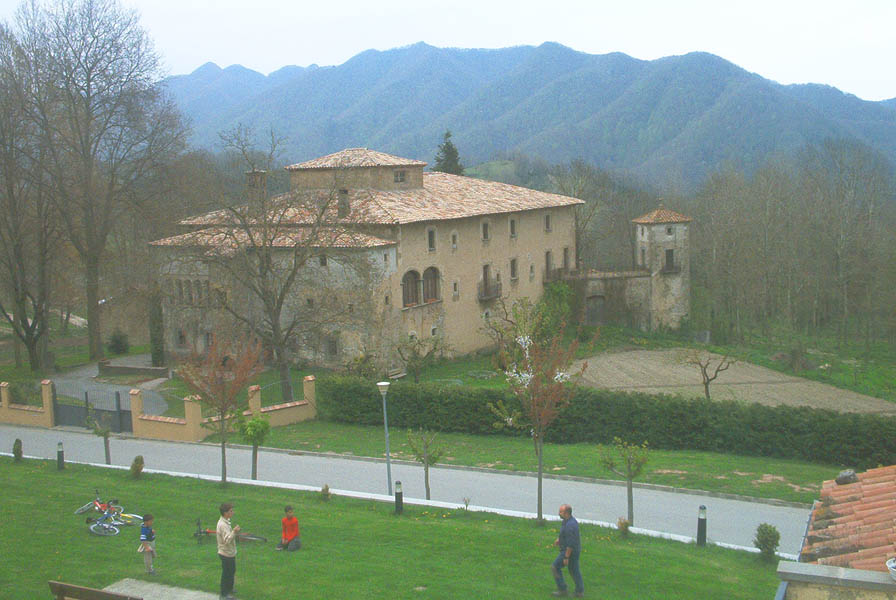
Vista general de la masía El Cavaller de Vidrà.